# Torre della Gabbia

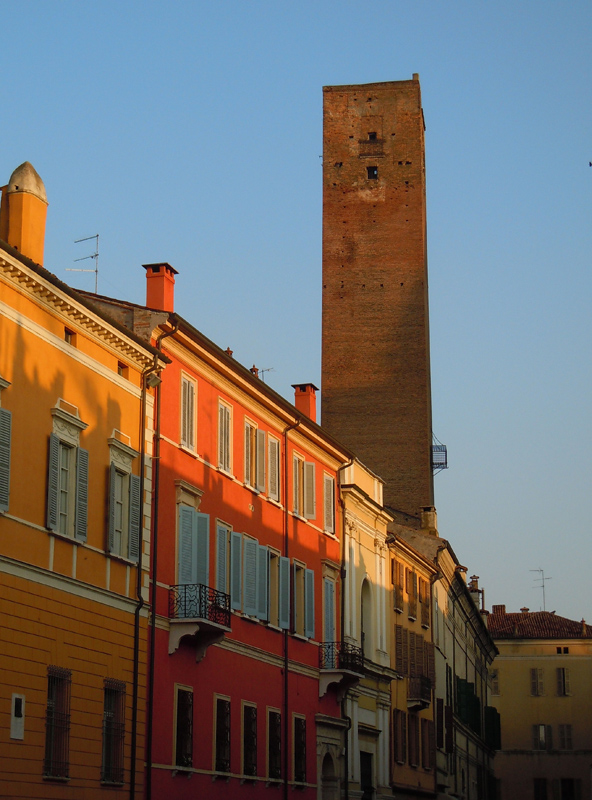
La Torre della Gabbia, con la jaula a la vista.

La Torre della Gabbia (en español: Torre de la jaula) es una torre medieval ubicada en el número 102 de la Via Camillo Benso Cavour, en Mantua, región de Lombardía, Italia. Tiene una altura de 55 metros.

## Historia
La torre fue construida en 1281 por la familia Acerbi, sin embargo, su nombre actual se debe a una jaula metálica rectangular, erigida en 1576 bajo el mando del duque Guglielmo Gonzaga, que se encuentra a un tercio de la altura total de la torre. La jaula medía dos metros de largo, un metro de profundidad y un metro de alto, y se utilizó para exponer públicamente a los delincuentes. Algunos documentos indican que fue utilizado para ejecutar a algunos prisioneros, incluido en 1500, un fraile dominico arrestado en un burdel, después de dar misa, a pesar de ser analfabeto, así como para otros delitos, incluido el asesinato. En 1798, el propietario del edificio recibió instrucciones de destruir la jaula por que se le llegó a considerar un símbolo de tiranía, pero la conservaron, aparentemente como una curiosidad.
Algunas fuentes afirman que la torre fue en realidad construida en 1302 por el arquitecto Botticella Bonacolsi.